# 270-й истребительный авиационный полк
270-й истребительный авиационный полк (270-й иап) — воинская часть Военно-Воздушных сил (ВВС) Вооружённых Сил РККА, принимавшая участие в боевых действиях Великой Отечественной войны.

## Наименования полка
- 270-й истребительный авиационный полк
- 152-й гвардейский истребительный авиационный полк
- 152-й гвардейский Сандомирский истребительный авиационный полк
- 152-й гвардейский Сандомирский ордена Богдана Хмельницкого истребительный авиационный полк
- 152-й гвардейский Сандомирский орденов Богдана Хмельницкого и Александра Невского истребительный авиационный полк
- Полевая почта 35482

## Создание полка
270-й истребительный авиационный полк начал формироваться 3 марта 1941 года в г. Ахалкалаки Закавказского военного округа на основе 12-й отдельной истребительной авиаэскадрильи на самолётах И-153. Формирование закончено в мае 1941 года. Одна эскадрилья отправлена в г. Баку, где включена в систему ПВО города. Полк в составе трёх аэ оставлен в системе ПВО Сухуми и Ахалкалаки.

## Переименование полка
270-й истребительный авиационный полк 5 февраля 1944 года за образцовое выполнение боевых задач и проявленные при этом мужество и героизм на основании Приказа НКО СССР переименован в 152-й гвардейский истребительный авиационный полк.

## В действующей армии
В составе действующей армии:
- с 23 ноября 1941 года по 15 апреля 1942 года
- с 16 июля 1942 года по 3 августа 1942 года
- с 28 мая 1943 года по 5 февраля 1944 года

## Командиры полка
- майор Иванов, Иван Иванович[3] 27.03.1941 — 08.1941
- майор Савкин Василий Дмитриевич 00.00.1941 по 12.03.1942 [4]
- майор Привезенцев Сергей Александрович[5], 09.12.1941 — 05.04.1942
- майор Гнедич Дмитрий Борисович[5], 16.07.1942 — 06.07.1943
- майор, подполковник Меркушев Василий Афанасьевич (попал в плен)[5], 06.07.1943 — 04.06.1944

## В составе соединений и объединений
| Период        | Фронт (округ)             | армия               | корпус                                       | дивизия                                             | примечание                                         |
| ------------- | ------------------------- | ------------------- | -------------------------------------------- | --------------------------------------------------- | -------------------------------------------------- |
| 03.03.1941 г. | Закавказский фронт        | ВВС фронта          |                                              |                                                     | Ахалкалаки, И-153                                  |
| 23.11.1941 г. | Закавказский фронт        | ВВС фронта          |                                              | 25-я истребительная авиационная дивизия             | И-153                                              |
| 01.01.1942 г. | Крымский фронт            | ВВС фронта          |                                              | 25-я истребительная авиационная дивизия             | И-153                                              |
| 06.05.1942 г. | Закавказский фронт        | ВВС фронта          |                                              | 25-й запасной истребительный авиационный полк       | Аджикабул АзССР, ЛаГГ-3                            |
| 16.07.1942 г. | Южный фронт               | 4-я воздушная армия |                                              | 229-я истребительная авиационная дивизия            | ЛаГГ-3                                             |
| 16.08.1942 г. | Закавказский фронт        | ВВС фронта          |                                              | 25-й запасной истребительный авиационный полк       | Аджикабул АзССР, переформирован                    |
| 15.12.1942 г. | Приволжский военный округ | ВВС округа          |                                              | 8-й запасной истребительный авиационный полк        | Багай-Барановка Саратовской области, Як-1          |
| 28.05.1943 г. | Воронежский фронт         | 2-я воздушная армия | 5-й смешанный авиационный корпус             | 203-я истребительная авиационная дивизия            | Як-1                                               |
| 20.06.1943 г. | Воронежский фронт         | 2-я воздушная армия | 1-й штурмовой авиационный корпус             | 203-я истребительная авиационная дивизия            | Як-1                                               |
| 23.07.1943 г. | Степной фронт             | 5-я воздушная армия | 1-й штурмовой авиационный корпус             | 203-я истребительная авиационная дивизия            | Як-1                                               |
| 20.10.1943 г. | 2-й Украинский фронт      | 5-я воздушная армия | 1-й штурмовой авиационный корпус             | 203-я истребительная авиационная дивизия            | Як-1                                               |
| 05.02.1944 г. | 2-й Украинский фронт      | 5-я воздушная армия | 1-й гвардейский штурмовой авиационный корпус | 12-я гвардейская истребительная авиационная дивизия | полк переименован в гвардейский, Як-1, Як-7Б, Як-9 |

## Участие в сражениях и битвах
- Керченско-Феодосийская десантная операция — с 25 декабря 1941 года по 2 января 1942 года
- Оборона Севастополя — с 28 января 1942 года по 15 апреля 1942 года.
- Погорело-Городищенская операция — с 30 июля 1942 года по 23 августа 1942 года.
- Белгородско-Харьковская операция — с 3 августа 1943 года по 23 августа 1943 года.
- Кировоградская операция — с 5 января 1944 года по 16 января 1944 года.
- Корсунь-Шевченковская операция — с 24 января 1944 года по 5 февраля 1944 года.

## Благодарности Верховного Главнокомандования
Верховным Главнокомандующим объявлены благодарности:
- За овладение городом Знаменка[6]

## Отличившиеся воины полка
- Луганский Сергей Данилович, командир 152-го гвардейского истребительного авиационного полка 12-й гвардейской истребительной авиационной дивизии 1-го гвардейского штурмового авиационного корпуса Указом Верховного Совета СССР удостоен 1 июля 1944 года звания Дважды Герой Советского Союза. Золотая Звезда № 1981
- Дунаев Николай Пантелеевич, капитан, командир эскадрильи 270-го истребительного авиационного полка 203-й истребительной авиационной дивизии 1-го штурмового авиационного корпуса 5-й воздушной армии Указом Президиума Верховного Совета СССР 2 сентября 1943 года удостоен звания Герой Советского Союза. Золотая Звезда № 1252
- Корниенко Иван Михеевич, капитан, командир эскадрильи 270-го истребительного авиационного полка 203-й истребительной авиационной дивизии 1-го штурмового авиационного корпуса 5-й воздушной армии Указом Президиума Верховного Совета СССР 2 сентября 1943 года удостоен звания Герой Советского Союза. Золотая Звезда № 1253
- Кузьмичёв Иван Фёдорович, майор, заместитель по политической части командира 152-го гвардейского истребительного авиационного полка 12-й гвардейской истребительной авиационной дивизии 1-го гвардейского штурмового авиационного корпуса 2-й воздушной армии 27 июня 1945 года Указом Президиума Верховного Совета СССР удостоен звания Герой Советского Союза. Золотая Звезда № 7557
- Луганский Сергей Данилович, командир эскадрильи 270-го истребительного авиационного полка 203-й истребительной авиационной дивизии 1-го штурмового авиационного корпуса Указом Верховного Совета СССР удостоен 2 сентября 1943 года звания Герой Советского Союза. Золотая Звезда № 1493
- Матиенко Пётр Андреевич, майор, штурман 270-го истребительного авиационного полка 203-й истребительной авиационной дивизии 1-го штурмового авиационного корпуса 5-й воздушной армии Указом Президиума Верховного Совета СССР 4 февраля 1944 года удостоен звания Герой Советского Союза. Золотая Звезда № 1465
- Меншутин Евгений Петрович, лейтенант, командир звена 152-го гвардейского истребительного авиационного полка 12-й гвардейской истребительной авиационной дивизии 1-го гвардейского штурмового авиационного корпуса 2-й воздушной армии 27 июня 1945 года Указом Президиума Верховного Совета СССР удостоен звания Герой Советского Союза. Золотая Звезда № 7976
- Мерквиладзе Гарри Александрович, старший лейтенант, заместитель командира эскадрильи 152-го гвардейского истребительного авиационного полка 12-й гвардейской истребительной авиационной дивизии 1-го гвардейского штурмового авиационного корпуса 2-й воздушной армии 27 июня 1945 года Указом Президиума Верховного Совета СССР удостоен звания Герой Советского Союза. Золотая Звезда № 7919
- Меркушев Василий Афанасьевич, майор, командир 270-го истребительного авиационного полка 203-й истребительной авиационной дивизии 1-го штурмового авиационного корпуса 5-й воздушной армии Указом Президиума Верховного Совета СССР 2 сентября 1943 года удостоен звания Герой Советского Союза. Золотая Звезда № 1491. Лишён звания Героя Советского союза 9 мая 1950 года. Восстановлен в звании героя Советского Союза 4 января 1955 года
- Шевчук Василий Михайлович, майор, заместитель командира 152-го гвардейского истребительного авиационного полка 12-й гвардейской истребительной авиационной дивизии 1-го гвардейского штурмового авиационного корпуса 2-й воздушной армии 27 июня 1945 года Указом Президиума Верховного Совета СССР удостоен звания Герой Советского Союза. Золотая Звезда № 8638
- Шутт Николай Константинович, старший лейтенант, помощник командира по воздушно-стрелковой службе 270-го истребительного авиационного полка 203-й истребительной авиационной дивизии 1-го штурмового авиационного корпуса 5-й воздушной армии Указом Президиума Верховного Совета СССР 4 февраля 1944 года удостоен звания Герой Советского Союза. Золотая Звезда № 1468

## Самолёты на вооружении
| Период      | Самолёты |
| ----------- | -------- |
| 1941 — 1942 | И-153    |
| 1941 — 1942 | ЛаГГ-3   |
| 1943 — 1947 | Як-1     |
| 1944 — 1947 | Як-7Б    |
| 1944 — 1947 | Як-9     |